# Groß Schacksdorf-Simmersdorf
Groß Schacksdorf-Simmersdorf (dolnołuż. Tšěšojce-Žymjerojce) – gmina w Niemczech, w kraju związkowym Brandenburgia, w powiecie Spree-Neiße, wchodzi w skład urzędu Döbern-Land..